# Evolve
Evolve är ett företag som sysslar med styling samt specialtillverkning av bilar baserade på bilmodeller från Volvo.